# Solana de Cordillans
La Solana de Cordillans és una solana del terme municipal de Castell de Mur, dins de l'antic terme de Mur, al Pallars Jussà. Es troba en territori de Mur.
Està situada al sud-est de Cordillans, al nord del castell de Mur i de Santa Maria de Mur, al nord de l'Obaga de la Font de Mur. En el vessant meridional es forma el barranc d'Arguinsola i en el septentrional el barranc dels Masos d'Urbà.